# 东洋河
东洋河，位于中国华北地区北部，是洋河源流之一，上游称鄂卜坪河，发源于内蒙古自治区乌兰察布市兴和县张皋镇十一号村南山顶，蜿蜒向北，流入皂火口水库（胜利水库），出库后干流称后河或二道河，向东南流，经县城城关镇后注入友谊水库，出库后进入河北省张家口市尚义县，干流始称“东洋河”，向东流至小蒜沟镇乌良台村转东南流，过明长城后，成为万全县与怀安县的界河，最后于怀安县柴沟堡镇第十屯村以北与南洋河汇合，构成洋河干流。河流全长134.6千米，流域面积3674平方千米。